# Didier Lamkel Zé
Didier Lamkel Zé (* 17. September 1996 in Bertoua) ist ein kamerunischer Fußballspieler.

## Karriere

### Verein
Lamkel Zé begann seine Karriere in Kamerun bei der Académie Brasseries in Douala. 2014 wechselte er nach Frankreich in den Nachwuchs des Erstligisten OSC Lille. Anfang der Saison 2015/16 rückte er dort auch in den Kader der Reservemannschaft, für die er insgesamt zu sechs Einsätzen in der CFA 2. Zur Saison 2016/17 wechselte er zum Zweitligisten Chamois Niort. Sein Debüt in der Ligue 2 gab er im Juli 2016 gegen den RC Lens. In seiner ersten Spielzeit in der zweithöchsten Spielklasse kam er zu 24 Einsätzen, in denen er drei Tore erzielte. In der Saison 2017/18 absolvierte er 31 Zweitligapartien und machte sieben Tore.
Zur Saison 2018/19 wechselte Lamkel Zé nach Belgien zu Royal Antwerpen. In seiner ersten Saison in Antwerpen kam der Flügelstürmer zu 27 Einsätzen in der Division 1A, in denen er viermal traf. In der COVID-bedingt abgebrochenen Saison 2019/20 absolvierte er 25 Spiele und erzielte sechs Tore. Die Saison 2020/21 war geprägt von Unstimmigkeiten mit dem neuen Trainer Ivan Leko, aufgrund derer er eine Zeit lang nicht berücksichtigt wurde. Nichtsdestotrotz kam er zu insgesamt 21 Einsätzen und steuerte acht Tore bei. Nachdem er vor Beginn der Saison 2021/22 erneut suspendiert worden war, wechselte er schließlich im September 2021 leihweise in die Slowakei zum DAC Dunajská Streda. Für den DAC kam er zu sieben Einsätzen in der Fortuna liga. Im Januar 2022 wurde die Leihe vorzeitig beendet.
Daraufhin wurde Lamkel Zé im Februar 2022 erneut verliehen, diesmal nach Russland an den FK Chimki. Für Chimki kam er zu drei Einsätzen in der Premjer-Liga, in denen er zwei Tore erzielte. Im März 2022 ließ er sich nach dem russischen Überfall auf die Ukraine von Chimki freistellen. Daraufhin wurde er im April 2022 zurück nach Frankreich an den FC Metz weiterverliehen. Zur Saison 2022/23 gehörte er zunächst wieder zum Kader von Royal Antwerpen.
Mitte August 2022 wechselte er, ohne bevor noch einmal für Antwerpen gespielt zu haben, zum Ligakonkurrenten KV Kortrijk und unterschrieb dort einen Vertrag mit einer Laufzeit von drei Jahren. Am 2. Oktober 2022 wurde Lamkel Zé beim Ligaspiel gegen seinen alten Verein von dessen Anhängern rassistisch beleidigt. Die Spieler veröffentlichte darauf Videos, in denen er Antwerpen und dessen Anhänger beleidigte. Dafür wurde er Ende Oktober von der Disziplinarkommission des Königlich Belgischen Fußballverbandes für zwei Spiele gesperrt. Da er die Auflage, binnen 10 Arbeitstagen einen Gesprächstermin mit Vertretern von Antwerpener Fanclubs zu vereinbaren, erfüllte, erhöhte sich diese Sperre um ein Spiel.
Mitte Januar 2023 wurde eine Ausleihe zum marokkanischen Verein Wydad Casablanca bis zum Ende der Saison mit anschließender Kaufoption vereinbart. Anfang Februar 2023 nahm er mit seinem neuen Verein an der verschobenen FIFA-Club-WM 2022 teil. Im Sommer 2023 wechselte er in die Türkei zu Hatayspor. Nach einem halben Jahr wechselte er wieder per Leihe zum FC Metz. Dort stieg er am Ende der Spielzeit in die Ligue 2 ab und Lamkel Zé kehrte nicht mehr zu Hatayspor zurück, sondern schloss sich Zweitligist Sakaryaspor an. Nach nur einem Monat (und ohne Spiel) wechselte er zu Karagümrük, dann 2025 nach Belgien und China.

### Nationalmannschaft
Am 13. November 2019 gab Lamkel Zé in der Qualifikation zum Afrika-Cup gegen Kap Verde (0:0) sein Debüt für die kamerunische A-Nationalmannschaft. Doch erst am 8. Juni 2024 folgte dann sein nächster Einsatz in der WM-Qualifikation erneut gegen die Kap Verden (4:1).

## Erfolge
- Belgischer Pokalsieger: 2020

## Zwischenfälle
Lamkel Zé wollte Antwerpen im Winter 2020/21 unbedingt verlassen und nach Griechenland zu Panathinaikos Athen zu seinem ehemaligen Antwerpen-Trainer László Bölöni wechseln. Um einen Wechsel zu erzwingen, erschien der Kameruner im Januar 2021 in einem Trikot von Yannick Bolasie vom Ligakonkurrenten RSC Anderlecht zum Training, woraufhin ihm von der Security der Zutritt verweigert wurde. Später entschuldigte sich Lamkel Zé öffentlich und wurde wieder in die Mannschaft integriert.